# Dánia a 2023. évi téli universiadén
Dánia az Amerikai Egyesült Államokbeli Lake Placidban megrendezett 2023. évi téli universiade egyik részt vevő nemzete volt.

## Alpesisí
| Név                   | Kor (2023. január 12. szerint) | Egyesület           | Felsőoktatási tanintézet                                        |
| Jeppe Holm Raggan     | 2001. július 12. (21 évesen)   | Aarhus Skiklub      | North Carolina Wesleyan College (Rocky Mount, Egyesült Államok) |
| Christian Skov Jensen | 2000. április 30. (22 évesen)  | Skiklubben Hareskov | Copenhagen Business School (Koppenhága, Dánia)                  |

Férfi
| Versenyző             | Versenyszám            | 1. futam      | 1. futam      | 2. futam      | 2. futam      | Összesítés | Összesítés |
| Versenyző             | Versenyszám            | Idő           | Hely.         | Idő           | Hely.         | Idő        | Helyezés   |
| --------------------- | ---------------------- | ------------- | ------------- | ------------- | ------------- | ---------- | ---------- |
| Jeppe Holm Raggan     | Műlesiklás             | 56,69         | 42.           | 1:02,06       | 35.           | 1:58,75    | 35.        |
| Jeppe Holm Raggan     | Óriás-műlesiklás       | 1:05.24.      | 52.           | 1:06,60       | 32.           | 2:11,84    | 32.        |
| Jeppe Holm Raggan     | Szuperóriás-műlesiklás |               |               |               |               | 1:02,15    | 38.        |
| Christian Skov Jensen | Műlesiklás             | 56,07         | 37.           | nem ért célba | nem ért célba | kiesett    | kiesett    |
| Christian Skov Jensen | Óriás-műlesiklás       | nem ért célba | nem ért célba | kiesett       | kiesett       | kiesett    | kiesett    |

| Versenyző         | Versenyszám | Szuperóriás-műlesiklás | Szuperóriás-műlesiklás | Műlesiklás | Műlesiklás | Összesítés | Összesítés |
| Versenyző         | Versenyszám | Idő                    | Hely.                  | Idő        | Hely.      | Idő        | Helyezés   |
| ----------------- | ----------- | ---------------------- | ---------------------- | ---------- | ---------- | ---------- | ---------- |
| Jeppe Holm Raggan | Összetett   | 1:00,14                | 41.                    | 48,99      | 31.        | 1:49,13    | 33.        |